# Beatrice Mompremier
Beatrice Mompremier (ur. 8 sierpnia 1996 w Miami) – amerykańska koszykarka, haitańskiego pochodzenia, występująca na pozycji silnej skrzydłowej.
W 2015 wystąpiła w spotkaniach gwiazd amerykańskich szkół średnich McDonald’s All-American i Jordan Brand Classic. Została też wybrana najlepszą zawodniczką stanu Floryda (Florida Miss Basketball, Gatorade Girls Basketball Player of the Year).
6 maja 2022 została zawodniczką Atlanty Dream.

## Osiągnięcia
Stan na 15 czerwca 2023, na podstawie, o ile nie zaznaczono inaczej.

### NCAA
- Uczestniczka rozgrywek:
  - Elite 8 turnieju NCAA (2016, 2017)
  - II rundy turnieju NCAA (2016, 2017, 2019)
- Mistrzyni:
  - turnieju konferencji Big 12 (2016)
  - sezonu regularnego Big 12 (2016, 2017)
- MVP turnieju:
  - Florida Sunshine Classic (2019)
  - Miami Thanksgiving Classic (2019)
- Zaliczona do:
  - I składu:
    - ACC (2019)
    - turnieju:
      - przedsezonowego WNIT (2018)
      - Miami Holiday Classic (2019)

    - najlepszych pierwszorocznych zawodniczek Big 12 (2016)

  - składu honorable mention All-America (2019 przez Associated Press, WBCA)
  - Big 12 Commissioner's Honor Roll (zima 2015)
- Zawodniczka tygodnia:
  - NCAA (11.02.2019 według College Sports Madness)
  - ACC (7.01.2019, 21.01.2019, 11.02.2019)
- Najlepsza pierwszoroczna zawodniczka tygodnia Big 12 (28.12.2015, 3.03.2016)

### WNBA
- Finalistka pucharu WNBA Commissioner’s Cup (2021)[5]

### Drużynowe
- Wicemistrzyni Węgier (2023)[6]
- Brązowa medalistka mistrzostw Węgier (2021)

### Indywidualne
(* – oznacza nagrody przyznane przez portal eurobasket.com)
- Najlepsza skrzydłowa ligi węgierskiej (2023)*[6]
- Zaliczona do*:
  - I składu ligi węgierskiej (2023)[6]
  - II składu ligi węgierskiej (2021, 2022)[7][8]
- Liderka w zbiórkach ligi węgierskiej (2022 – 12, 2023 – 11,1)[8][6]

### Reprezentacja
Seniorek
- Wicemistrzyni igrzysk panamerykańskich (2019)

Młodzieżowe
- Mistrzyni Ameryki U–18 (2014)[9]